# 豊鉄バス新城営業所
豊鉄バス新城営業所（しんしろえいぎょうしょ）は、愛知県新城市にある豊鉄バスの営業所。主に豊川市・新城市・北設楽郡設楽町内の路線を担当する。

## 概要
かつては北自動車営業所が置かれ、このもとに新城営業区（のちの新城営業所）をはじめ豊川営業区（豊川市）や設楽営業区（北設楽郡設楽町田口＝現在の田口車庫）があったが、新城営業区（この時に南北自動車営業所が統一され、自動車営業所の営業区となった。）に移管して廃止された（もっとも、南設楽郡（現在の新城市）、北設楽郡を中心に多くの路線は廃止された。）。長年、新城市八束穂（現在のもっくる新城北（旧：新城車庫前→八束穂）バス停付近）にあったが、新東名高速道路建設に伴い現在の場所に移転した。
長年ローカル路線のみの担当だったが、2016年7月より新城市からの運行委託という形で高速バス山の湊号を受け持つようになった。

## 現行路線

### 豊橋和田辻線

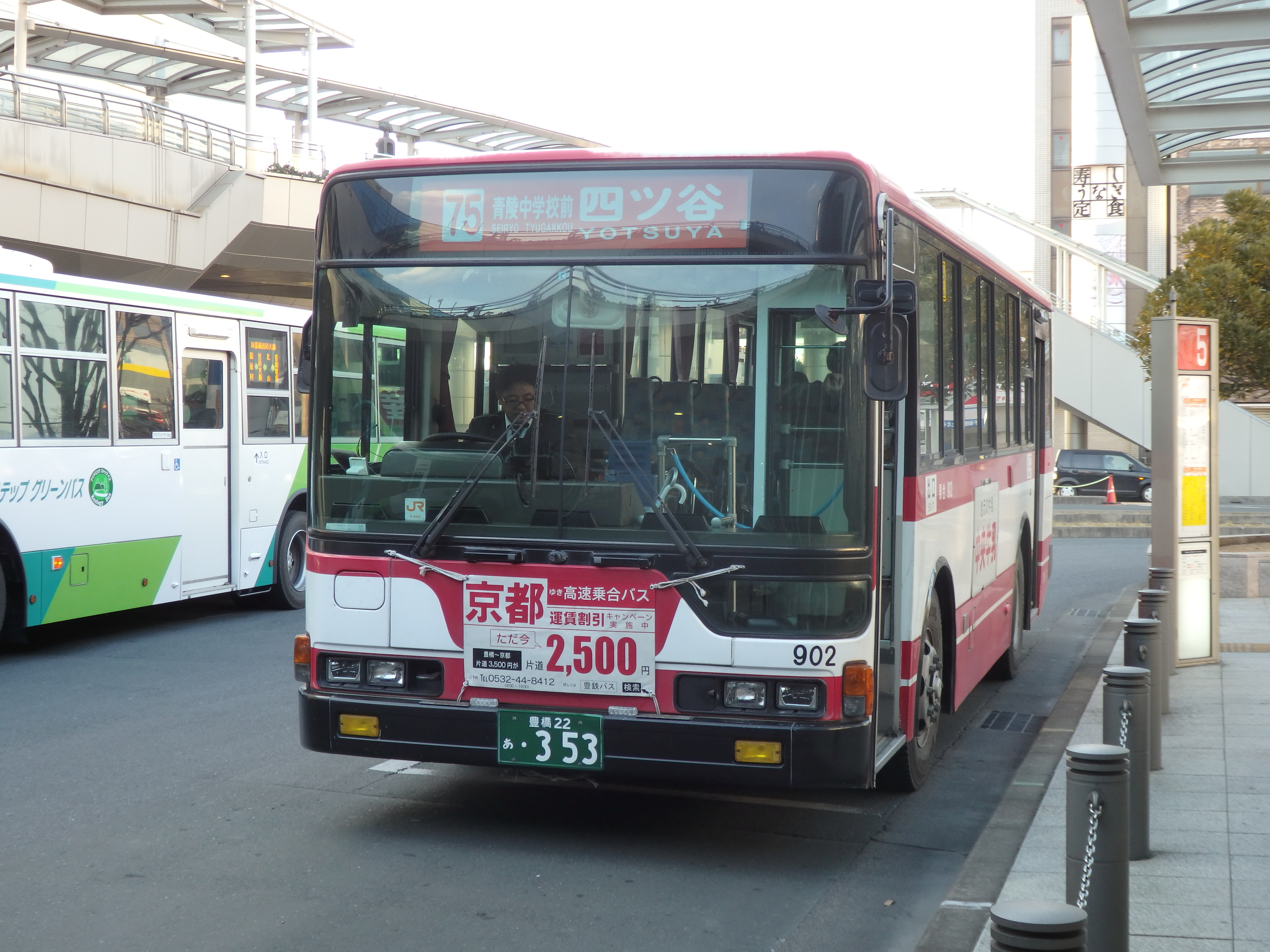
豊橋駅前で発車を待つ四ツ谷行

- ◼︎70 : 豊橋駅前 - 舟原 - 豊橋創造大学正門 - 和田辻東
- ◼︎71 : 豊橋駅前 - 舟原 - 青陵中学校前 - 和田辻東
- ◼︎72 : 豊橋駅前 - 舟原 - 豊橋創造大学正門 - 和田辻東 - 嵩山
- ◼︎73 : 豊橋駅前 - 舟原 - 青陵中学校前 - 和田辻東 - 嵩山
- ◼︎74 : 豊橋駅前 - 舟原 - 豊橋創造大学正門 - 和田辻東 - 四ツ谷
- ◼︎75 : 豊橋駅前 - 舟原 - 青陵中学校前 - 和田辻東 - 四ツ谷

概要
- 2006年10月1日 : 旧 富岡線の豊橋駅前 - 四ツ谷間と嵩山線を統合して豊橋和田辻線に改称し、系統番号を整理。豊橋創造大学正門経由の70・72・74系統を新設。[1]
- 2009年10月1日 : 豊橋駅前-旭橋で札木経由から新川・舟原経由に変更。[2]

### 豊川線

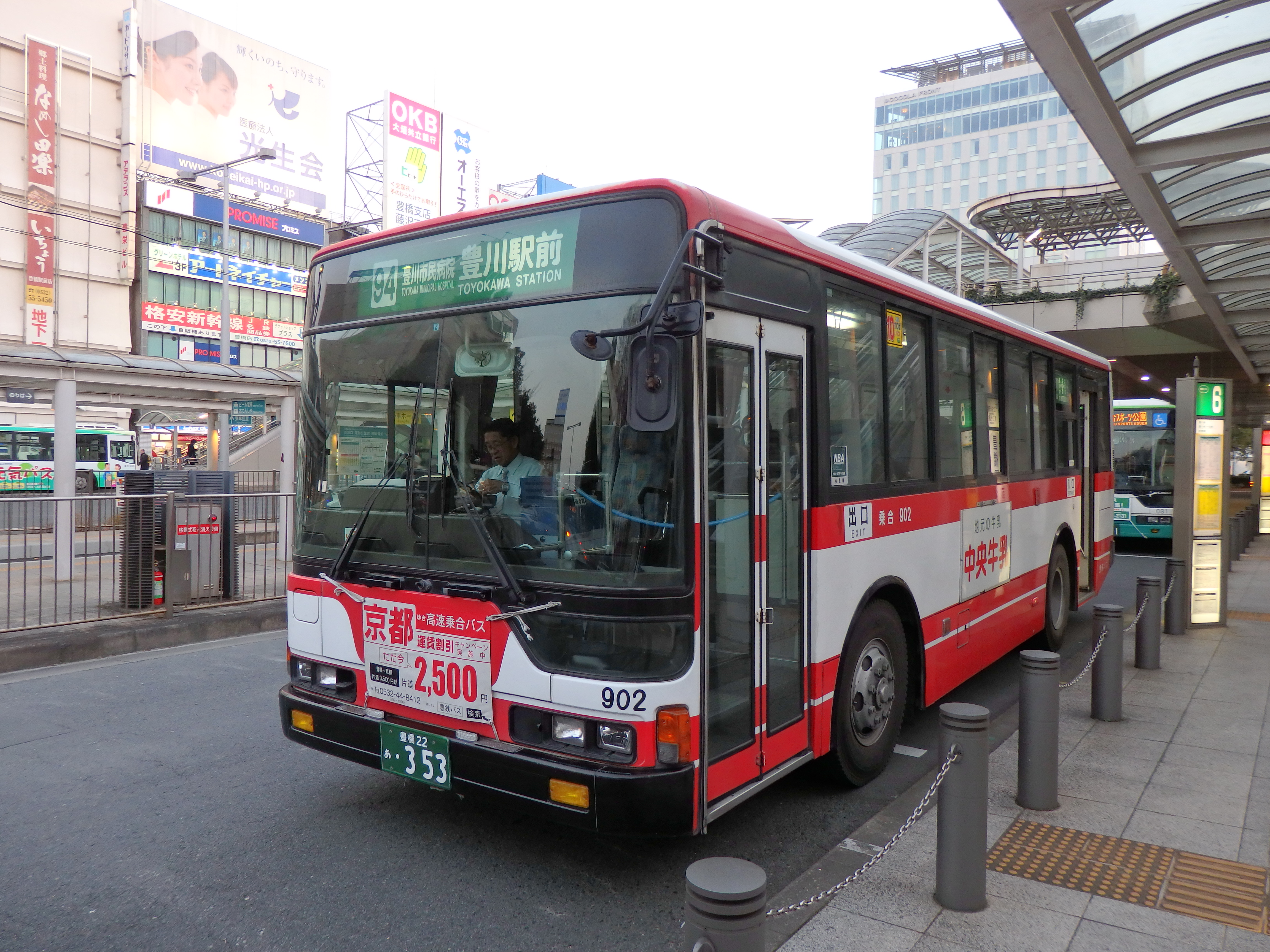
豊橋駅前で発車を待つ豊川線の車両

- ◼︎90 : 豊橋駅前 - 豊川体育館前
- ◼︎91 : 豊橋駅前 - 豊川体育館前 - 豊川市民病院
- ◼︎92 : 豊橋駅前 - 豊川体育館前 - 免許センター - 豊川駅前
- ◼︎94 : 豊橋駅前 - 豊川体育館前 - 豊川市民病院 - 免許センター - 豊川駅前
- ◼︎96 : 豊橋駅前 - 豊川体育館前 - 豊川市民病院 - 免許センター - 豊川駅前[3] - 本宮の湯 (豊川市コミュニティバス一宮線直通)

概要
- 1928年4月5日 : 豊川鉄道のバスが豊橋 - 豊川間の運行を開始。[4]
- 1938年下期 : 豊橋 - 豊川間休止。[4]
- 1944年 : 豊川海軍工廠への工員輸送のため豊橋乗合自動車が豊橋 - 牛久保 - 豊川市役所間の牛久保線の運行を開始。[5]
- 1992年：以下の系統番号を設定。[6]
  - ◼︎90 : 豊橋駅前 - 豊川体育館前
  - ◼︎91 : 豊橋バスターミナル - 豊川体育館前
  - ◼︎92 : 豊橋駅前 - 豊川駅前
  - ◼︎93 : 豊橋バスターミナル - 豊川駅前
- 2006年10月1日 : 豊橋バスターミナル発着の91・93系統を廃止。金屋・横佐経由を豊川サティ (現 イオン豊川店)・開運通経由に変更。
- 2011年11月1日 : 豊川市コミュニティバス一宮線新設。◼︎93系統 (豊橋駅前 - 豊川駅前 - 本宮の湯) を設定し直通運行を開始。[7]
- 2013年5月1日 : 豊川市民病院移転に伴い新院に乗り入れる91・94系統を新設、93系統を新院経由の96系統に変更。[8]

### 新豊線

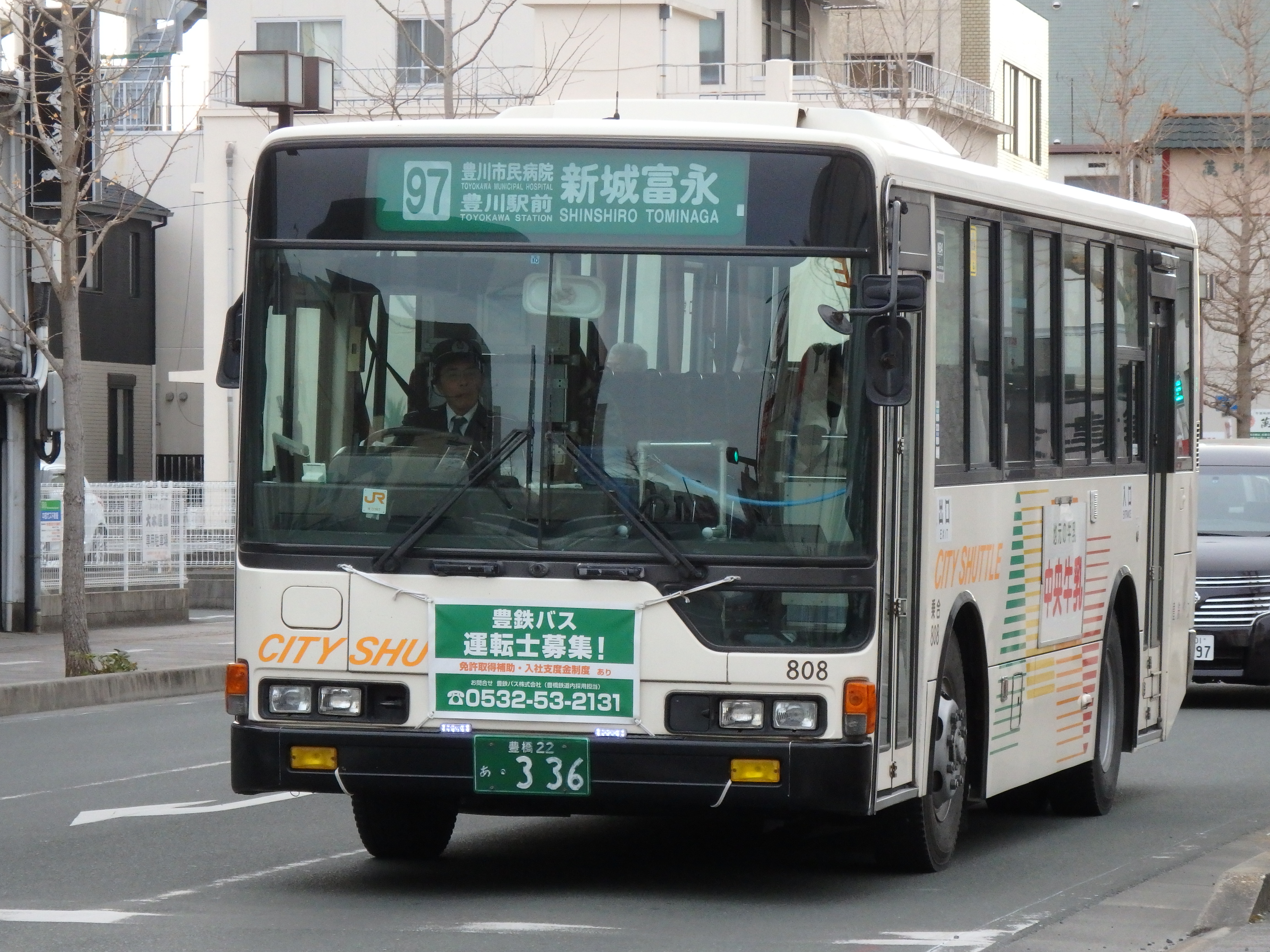
新豊線

- ◼︎95 : 豊橋駅前 - 心道教前 - 豊川体育館前 - 免許センター - 豊川駅前[9] - 東名豊川 - 新城市民病院 - 東新町 - 新城富永
- ◼︎98 : 豊橋駅前 - 心道教前 - 豊川体育館前 - 豊川市民病院 - 免許センター - 豊川駅前[9]  - 東名豊川 - 新城市民病院 - 東新町 - 新城富永

概要
- 1928年4月5日 : 豊川鉄道が豊橋 - 豊川間のバス運行を開始。[4]
- 1934年3月1日 : 長山まで延伸。[4]
- 1935年上期 : 新城まで延伸。[4]
- 1938年下期 : 豊橋 - 豊川間休止。[4]
- 1939年上期 : 全線を運行休止。[4]
- 1992年：豊橋発着の以下の系統に系統番号を設定。[6]
  - ◼︎94 : 豊橋バスターミナル - 宗高
  - ◼︎95 : 豊橋バスターミナル - 新城車庫前
  - ◼︎96 : 豊橋バスターミナル - 鳳来寺
  - ◼︎97 : 豊橋バスターミナル - 鳳来寺山頂
  - ◼︎98 : 豊橋バスターミナル - 本長篠駅前
- 2006年4月1日 : 湯谷温泉前 - 鳳来寺山頂間廃止。97（旧）系統の運行を11月の土・休日のみに変更。[1]
- 2006年10月1日 : 97（旧）・98系統を廃止、新城車庫前 (八束穂→現：もっくる新城北)以北は田口新城線のみの運行になる。豊橋バスターミナル廃止に伴い豊橋駅前発着に変更、金屋・稲荷公園前経由を豊川サティ (現：イオン豊川店) ・豊川駅前[9]経由に変更。豊川駅前まで豊川線と新豊線は同一経路を運行するようになった。[1]
- 2010年10月1日 : 新城営業所移転に伴い新城富永に終点を変更[10]。八束穂折り返し系統を廃止。
- 2013年5月1日 : 豊川市民病院移転に伴い新院に乗り入れる97（新）系統を新設。[8]
- 2023年3月30日 : イオンモール豊川開業に伴い98（新）系統に改番。

### 田口新城線
- 新城市民病院 - 新城栄町・新城駅口 - 新城警察署 - 旧新城東高校 - 本長篠駅前 - 鳳来寺 - 田口
- 新城市民病院 - 新城栄町・新城駅口 - 新城有教館高校 - 本長篠駅前 - 鳳来寺 - 田口（田口発朝、新城発夕方のみ）
- 新城市民病院 - 新城栄町・新城駅口 -新城警察署 - 旧新城東高校 - 本長篠駅前 - 鳳来寺 - 四谷千枚田口（本長篠駅前 - 鳳来寺 - 四谷千枚田口の区間便あり）
- [急行]（もっくる新城南 - ）本長篠駅前 - 鳳来寺 - 鳳来寺山頂 (11月の土休日のみ運行。2020年より途中バス停の乗降不可。2021年は「新城市観光地無料周遊バス」等との兼ね合いもあり11月3日・7日のみ運行)

概要
- 2006年10月1日 : 津具線への直通を廃止。以降乗り継ぎ時に直通運賃を適用。[1]
- 2016年4月1日：海老 - 海老車庫前間を廃止[11]し、海老車庫前折り返し便振替の形で、滝上〜四谷千枚田口間の支線系統を新設。
- 2020年4月1日：新城有教館高校の生徒の校舎替えに対応し、新城保健所経由の系統を新設。
- 2020年11月：本長篠駅前 - 鳳来寺山頂の季節運行系統の一部便がもっくる新城南発着になると共に急行運行に変更[12]。

## コミュニティバス受託路線

### 新城市Sバス
全てもともとは豊鉄バス直営で運行されていたものである。新城営業所の路線図に記載されるが豊鉄バスの乗車券類は使用できない。

#### 作手線
- 新城富永 - 旧新城東高校 - 新城警察署 - 新城栄町・新城駅口 - 和田 - 作手高里（日中のみ）
- 新城富永 - 旧新城東高校 - 東新町 - 新城栄町・新城駅口 - 和田 - 作手高里（作手発夕方、新城発朝のみ）
- 新城富永 - 旧新城東高校 - 新城有教館高校 - 新城栄町・新城駅口 - 和田 - 作手高里（作手発朝、新城発夕方のみ）

#### 中宇利線
- 旧新城東高校→新城市役所→新城市民病院→八名井→富岡→小畑（午前中の小畑ゆきの便）
- 旧新城東高校→新城市役所→新城市民病院→富岡→小畑（午後の小畑ゆきの便）
- 小畑→大原→富岡→八名井→新城市民病院→新城市役所→旧新城東高校（旧新城東高校ゆきすべて）

#### 吉川市川線
- 新城市民病院 - 新城市役所 - 吉川上 - 市川 - 新城市役所 - 新城市民病院（始発便は弁天住宅始発）

### 豊川市コミュニティバス

#### 豊川国府線
- 豊川駅前 - 豊川体育館前 - 豊川市民病院 - 国府駅 - ゆうあいの里

#### 一宮線
- 96 : 豊橋駅前 - 正岡 - 心道教前 - 豊川体育館前 - 豊川市民病院 - 免許センター - 豊川駅前 - 本宮の湯 (全便が豊川線 豊橋駅前まで直通[3])

### おでかけ北設
もともとは豊鉄バス直営で運行されていたものである。新城営業所の路線図に記載されるが豊鉄バスの乗車券類は使用できない。

#### 津具線
- 田口 - 大田口 - 八ツ橋 - 上津具 - 下津具 (全便が田口新城線と接続)
  - 2006年10月1日 : 田口新城線への直通を廃止。以降乗り継ぎ時に直通運賃を適用。

## 廃止路線

### 富岡線
- ◼︎72 : 豊橋バスターミナル - 豊橋駅前 - 札木 - 和田辻 - 富岡 - 新城車庫前
- ◼︎73 : 豊橋バスターミナル - 豊橋駅前 - 札木 - 坂上橋 - 和田辻 - 和田辻東 (2000年12月24日までは和田辻発着)
  - 2000年12月25日 : 73系統を、同月1日新設の和田辻東まで延伸。
  - 2001年6月1日 : 市役所 (新城) 経由に変更。
  - 2006年10月1日 : 自治体から補助を受けるため市境 (四ツ谷 - 大原間) の運行を休止し、72系統を廃止。豊橋駅前 - 和田辻 - 四ツ谷間は豊橋和田辻線に改称、大原 - 富岡 - 新城車庫前間は平日のみ並走する中宇利線を大原まで延長して運行（土休日は運休）。

### 金沢線
- ◼︎75 : 豊橋バスターミナル - 豊橋駅前 - 札木 - 和田辻 - 三上 - 金沢 - 江島下
  - 2006年10月1日 : 廃止

昔は八名井経由で新城まで直通したが、のちに江島下で中宇利線への乗り継ぎに変更され、やがて中宇利線は江島下に乗り入れなくなった。

### 豊川和田辻線
- ◼︎79 : 豊橋バスターミナル - 豊橋駅前 - 札木 - 和田辻 - 豊川駅前
  - 1999年10月1日 : 運行休止

和田辻から豊川駅前に出る系統だったが、末期にはほとんど乗客がない回送路線のような状況だった。

### 豊川北部線
- ◼︎99 : 豊川駅前 - 三蔵子 - ぎょぎょランド - ゆうあいの里 - 国府駅
  - 1998年4月1日 : 経路変更。
  - 2011年11月1日 : 豊川市コミュニティバス（豊川国府線、千両三上線、ゆうあいの里小坂井線）の運行開始に伴い運行休止。

### 鳳来寺線
- 本長篠駅前 - 鳳来寺 - 玖老勢 - 布里 - 小島 - 塩瀬
- 本長篠駅前 - 鳳来寺 - 玖老勢 - 布里 - 小島
- 玖老勢 - 布里 - 小島 - 塩瀬
- 玖老勢 - 布里 - 小島
  - 2008年10月1日 : 新城市営バス(現・新城市Sバス塩瀬線)に引き継ぎ。

### 田峯新城線
- 新城栄町 - 大海駅前 - 寒狭橋 - 玖老勢 - 布里 - 田峯 - 田峯南
- 本長篠駅前 - 鳳来寺 - 玖老勢 - 布里 - 田峯 - 田峯南

新城車庫前 - 大海駅前 - 追分間は横川線に、本長篠駅前 - 玖老勢 - 小島間は鳳来寺線に、小島 - 田峰間は鳳来町営バスに引き継ぎ。2015年現在、田口新城線、Sバス北部線・塩瀬線・布里田峯線によって同じ経路上で運行されている。

### 和田辻豊橋市民病院線
- ◼︎171 : 和田辻東→青陵中学校前→舟原→豊橋駅前→新栄→豊橋市民病院
- ◼︎176 : 和田辻東←青陵中学校前←舟原←豊橋駅前←新栄←豊橋市民病院←総合スポーツ公園
  - 2011年11月1日 : 豊橋和田辻線と豊橋市民病院線の直通系統として運行開始。(平日のみ運行)[7]
  - 2021年1月16日：廃止[13]。